# Estación de Collado de las Arcas
Collado de las Arcas fue un apeadero y cargadero ferroviario situado en el municipio español de Luque, en la provincia de Córdoba. Perteneciente a la línea Linares-Puente Genil, las instalaciones fueron inauguradas en 1919 para prestar servicio a la explotación  minera de unos yacimientos cercanos de hematites. Dos años después, en 1921, entró en servicio un ferrocarril de vía estrecha que enlazaba el yacimiento minero con las instalaciones ferroviarias de Collado de las Arcas.
En la actualidad solo se conserva el muelle descubierto que acogía el cargadero de mineral.